# 大笑福亭鶴びん
大笑福亭鶴びん（だいしょうふくていつるびん）とは、1996年の4月から9月にかけてTBSで放送されていた深夜のバラエティ番組である。全24回。番組の題字を書いたのは所ジョージで、番組のエンディングテーマはジプシー・キングスの『ジョビ・ジョバ(Djobi Djoba)』が採用されていた。
2007年10月からはTBSチャンネルでの再放送が行われ、全24回中22回分の放送が11年半ぶりに日の目を見た。

## 放送時間
本放送時
1996年4月4日（5日）開始、9月25日（26日）終了

毎週木曜日深夜25:20～25:50（金曜日午前1:20～1:50）
TBSチャンネルでの再放送
2007年10月2日開始、2008年4月2日終了

初回･･･毎週水曜夜22:30～23:00

2回目･･･1～3週間遅れの水曜日早朝5:30～6:00

## 内容
番組のオープニングで、次のようなメッセージが流れる。
- 「この番組はお笑い界の大スター笑福亭鶴瓶がゴールデンタイムの新たなるヒット番組を生み出すために、原点に立ち戻り様々な番組形態に挑戦する実験バラエティーである…」

文字通り、鶴瓶と番組共演者（人間以外も含む）がゴールデンタイムでの放送を念頭に置いた様々なジャンルの企画に挑んでゆく。番組の最後には鶴瓶らが企画をやり終えた後に「総括」を述べる（番組初期）。また、番組の途中で鶴瓶の「いい人ぶり」を強調するようなミニコーナー『つるべ好感度向上委員会』が挿入されることもある。
企画のジャンル（番組では「Project file」と銘打っている）は10種類。クイズ･トーク･旅･ドキュメンタリー･子供･歌･ゲーム･料理･ニュース・スポーツが用意されていた。視聴者には放映した企画に対する感想や、新たな企画のアイデアなどを募集していた。
| 放送回数          | サブタイトル･内容 | 放送日                                             |
| ----------------- | --- | -------------------------------------------------- |
| 第1回             | ※サブタイトル不明 1996年当時鶴瓶とゆかりのあった芸能人たちが、鶴瓶の人となりについて語り合うものだった。 そのとき鶴瓶は別室にいて、芸能人たちの発言に対して時折反論することもあった。 番組のエンディングで、鶴瓶が着ていたGパンのボタンに手をかけているところが映し出され、 当時局アナだった渡辺真理が驚いた表情を見せていた。 | 1996年4月4日 2007年10月3日                         |
| 第2回             | 街角の笑いの研究 | 1996年4月11日 2007年10月10日                       |
| 第3回             | ザ・対談 人間以外の「モノ」に鶴瓶が話しかける。 のちのTBS『ザ・イロモネア』シリーズの「モノボケ」にも通ずる企画。 | 1996年4月18日 2007年10月17日                       |
| 第4回             | 童話クイズ!知ってるはずなのに | 1996年4月25日 2007年10月24日                       |
| 第5回             | ザ・ベ～ストテン 鶴瓶がその週のチャートにランクインした歌を覚え、完璧に歌えるかどうかを見る。 当番組初めての生放送企画。 司会は松宮一彦（当時TBSアナウンサー）と斉藤陽子。 | 1996年5月2日 2007年10月31日                        |
| 第6回             | BINドキュメント 前の週の企画『ザ・ベ～ストテン』のメイキングを『CBSドキュメント』風に紹介した。 | 1996年5月9日 2007年11月7日                         |
| 第7回             | 料理を作ってあげまSHOW | 1996年5月16日 2007年11月14日                       |
| 第8回             | でがわくんとあそぼ! | 1996年5月30日 2007年11月21日                       |
| 第9回             | ジG-1グランプリ’96 | 1996年6月6日 2007年11月28日                        |
| 第10回            | BEY!BEY!BEY!MUSIC CHANP フジテレビ『HEY!HEY!HEY!』のパロディ。司会はよゐこ。 | 1996年6月13日 2007年12月5日                        |
| 第11回            | the room 大石恵の部屋 | 1996年6月20日 2007年12月12日                       |
| 第12回 第13回     | 無名人ものまね | 1996年6月27日、7月4日 2007年12月19日、2008年1月9日 |
| 第14回            | 意外者は誰だ | 1996年7月11日 2008年1月16日                        |
| 第15回            | クイズ練り歩きin武蔵小山商店街 道行く人にインタビューを行い、その人に関する問題を相手に出して、 正解の数でどちらが勝つかを競う企画。鶴瓶の相手は高田純次。 | 1996年7月18日 2008年1月23日                        |
| 第16回            | クイズどっちがホンモノ!? 司会は恵俊彰と雨宮塔子（当時TBSアナウンサー）。 | 1996年8月1日 2008年1月30日                         |
| 第17回            | the room 篠原ともえの部屋 | 1996年8月8日 2008年2月6日                          |
| 第18回            | 鶴瓶好感度アップ作戦は果たして効果があったのか!! 2度目の生放送。テレゴングをつかって特定のお笑い芸人と好感度を競わせる企画。 | 1996年8月15日 2008年2月13日                        |
| 第19回            | ドラマ『硝子のかけらたち』にみる鶴瓶のいい人伝説の崩壊 同時期に鶴瓶が出演していたドラマの共演者とのトーク。 のちのTBS『笑福亭鶴瓶のメインキャスト!』にも通ずる。 | 1996年8月22日 2008年2月27日                        |
| 第20回            | 鶴瓶の娘をよろしく 結婚前の娘とその父が、婚約者を招いて対談をする企画。 | 1996年8月29日 2008年3月5日                         |
| 第21回            | クイズ天使と天才 | 1996年9月5日 2008年3月19日                         |
| 第22回            | スタンディングトーク 鶴瓶vs若手お笑い8人衆 | 1996年9月12日 2008年4月2日                         |
| 第23回            | 総集編（スタジオでこれまでの企画を振り返る）前篇 | 1996年9月19日 ※再放送なし                          |
| 第24回 （最終回） | 総集編（スタジオでこれまでの企画を振り返る）後篇 | 1996年9月26日 ※再放送なし                          |

## 出演者
- 笑福亭鶴瓶
- 渡辺真理（当時TBSアナウンサー。第1回、第4回、第6～8回、第14回、第18回に出演。）

## ゲスト出演者
- 出川哲朗（第8回が初登場）
- 勝俣州和（第1回、第7回、第18回のゲスト）
- 辺見えみり（第1回のゲスト）
- 村井国夫（第2回のゲスト）
- 西村知美（第4回のゲスト）
- 斉藤陽子（第5回の進行役）
- ピーター・バラカン（第6回のゲスト）
- 森田一義（第6回にVTRのみ出演）
- 水野晴郎（第8回のゲスト）
- 塩田丸男（第8回のゲスト）
- つぶやきシロー（第8回のオープニングゲスト）
- トカレフ林（第9回のゲスト）
- 千秋（第9回、第14回のゲスト）
- 遠藤久美子（第9回のゲスト）
- 梨花（第9回のゲスト）
- よゐこ（第10回の進行役兼ゲスト）
- 大石恵（第11回のゲスト）
- 関根勤（第12回、第13回のゲスト）
- 松村邦洋（第12回、第13回のゲスト）
- 松本ハウス（第14回のゲスト）
  - ハウス加賀谷（単独では第11回、第12回、第21回のゲスト）
- へらちょんぺ（第14回のゲスト）
- 高田純次（第15回のゲスト）
- 恵俊彰（第16回の進行役兼ゲスト）
- 篠原ともえ（第17回のゲスト）
- トランプマン（第17回のゲスト）
- 松雪泰子（第19回のゲスト）
- 藤井フミヤ（第19回のゲスト）
- 糸井重里（第21回のゲスト）
- 道蔦岳史（第21回のゲスト）
- コンタキンテ（第22回のゲスト）
- 坂本誠一（せいちゃん、第22回のゲスト）
- ふかわりょう（第22回のゲスト）
- 鳥肌実（第22回のゲスト）
- オークラ劇場（2008年現在では放送作家、第22回のゲスト）
- 保津純子（第22回のゲスト）
- 村山ひとし（当時･La.おかき第22回のゲスト）
- 無法松（当時・北京ゲンジ、第22回のゲスト）

ほか

## 主な番組スタッフ
- 題字タイトル･･･所ジョージ
- エンディングテーマ･･･The Gipsy Kings『Djobi Djoba』
- 構成･･･妹尾匡夫、おちまさと
- ナレーション･･･大場真人
- 番組イラスト・人形･･･AOYAMA TSURUKAME OFFICE
- チーフ・ディレクター･･･海本泰
- ディレクター･･･四宮義之、酒井祐輔
- 演出スタッフ･･･おおうちまさる（第15回をピンチヒッターとしてディレクター担当）、高橋啓志（プロデューサー。第12回ほかの編集を担当）、見付統洋（チーフＡＤ。最終回の編集を担当）
- プロデューサー･･･高橋啓志
- 製作著作･･･TBS